# Église de la Résurrection de Saint-Pétersbourg
Pour les articles homonymes, voir Église de la Résurrection.
L'église de la Résurrection est une église orthodoxe de Saint-Pétersbourg, située sur le canal Obvodny, près de la gare de Varsovie, dans le District de l'Amirauté. Construite entre 1904 et 1908 en style néo-russe, elle a été fermée par les Soviétiques en 1930, puis récupérée par l'Église orthodoxe russe en 1989.

## Histoire
L'église a été construite entre 1904 et 1908 sur le site d'un édifice plus ancien datant des années 1890. L'auteur du projet était David Grimm. Le 25 juillet 1904 eut lieu la cérémonie de pose de la première pierre, en 1906 les cloches furent hissées dans le clocher et le 14 décembre 1908, elle fut consacrée.
L'icône de la Résurrection du Seigneur, cadeau du patriarche Damien de Jérusalem, dans laquelle était placée une partie du rocher du tombeau du Christ, était particulièrement vénérée dans l'église. Une deuxième icône représentant la même scène fut offerte au temple par la mission orthodoxe russe à Jérusalem et était écrite sur une planche de chêne sous laquelle, selon la tradition, Abraham parlait avec des Anges.
Après la Révolution d’Octobre, la paroisse de la Résurrection rejoint le mouvement de l’Église orthodoxe vivante. Elle a fonctionné jusqu'en 1930, date à laquelle l'église a été fermée. L'Église orthodoxe russe a récupéré les installations en 1989 ; le premier service après une interruption de plusieurs décennies a eu lieu à Pâques en 1990. L'année suivante, la croix fut à nouveau placée sur le dôme de l'église.
L'église est conçue pour 4 000 fidèles.